# 20 миллионов миль до Земли
«20 миллионов миль до Земли» (англ. 20 Million Miles to Earth; также известен под названием «Зверь из космоса», англ. The Beast from Space) — американский научно-фантастический фильм ужасов про монстра 1957 года от режиссёра Натан Джурана, в главных ролях — Уильям Хоппер, Джоан Тейлор и Фрэнк Пулья. Снят Чарльзом Г. Шниром компанией Morningside Productions для Columbia Pictures. Сценарий написали Боб Уильямс и Кристофер Нопф с оригинальной обработкой Шарлотты Найт. Как и в нескольких других совместных работах Шнира и Коламбии, фильм разработан, чтобы продемонстрировать кукольную анимацию Рэя Харрихаузена.

## Сюжет
Первый американский космический корабль к Венере, XY-21, упал в Средиземное море близ побережья Сицилии, Италия, на глазах местных рыбаков. Они плывут к космическому кораблю, заходят через отверстие в космическом корабле и извлекают двух астронавтов из носовой части корабля до того, как тот полностью утонет.
В Вашингтоне генерал-майор А. Д. Макинтош выясняет, что пропавший космический корабль, которым руководил полковник Боб Колдер, неожиданно обнаружили. Когда Макинтош летит к месту крушения, маленький мальчик Пепе находит и открывает на пляже полупрозрачный цилиндр с надписью «USAF». Он содержит желеобразную массу, которую мальчик продаёт доктору Леонардо, зоологу, изучающему морские организмы. Тем временем внучку Леонардо Марису, студентку третьего курса медицинского факультета, вызывают для присмотра за ранеными астронавтами. Когда Колдер приходит в сознание, то видит члена своего экипажа, доктора Шермана, в последних мучениях от смертельной болезни, в результате которой погибли остальные восемь членов его экипажа.
После того, как Мариса возвращается к трейлеру, в котором она проживает вместе с дедушкой, из желеобразной массы вылупляется маленькое существо, и Леонардо запирает его в клетке. К утру существо выросло в три раза. Макинтош прибывает в сопровождении учёного доктора Джастина Уля и встречается с двумя представителями итальянского правительства, сообщая им, что космический корабль вернулся с Венеры. Леонардо и Мариса прицепляют трейлер к своему грузовику и направляются в Рим. На космическом корабле Колдера находился герметичный металлический контейнер с нерождёнными видами венерианцев. Когда полицейские водолазы начинают искать вышеуказанный объект, Макинтош предлагает награду в полмиллиона лир за обнаружение капсулы, что побуждает Пепе провести их к пустому контейнеру. Когда Пепе сообщает им, что продал массу доктору Леонардо, Макинтош и Колдер начинают погоню за ним.
В ту же ночь Леонардо обнаруживает, что существо выросло до человеческих размеров. Вскоре после этого существо вырывается из клетки и направляется в соседнюю ферму, где начинает терроризировать животных. Существо ест серу и разрывает несколько мешков, которые находит в сарае. Во время еды на существо нападает собака фермера, оно убивает собаку, предупреждая фермера, чтобы она не приближалась к ней. Колдер и другие добираются до сарая, задерживая существо внутри. Колдер поясняет, что существо абсолютно безопасно, если его не спровоцировать. Однако он провоцирует его, пытаясь засунуть шест в тележку, похожую на клетку, а существо наносит ранение фермеру после того, как тот пытается заколоть существо вилами. После того, как существо вырвалось из сарая и исчезло в сельской местности, комиссар полиции настаивает на том, что его нужно уничтожить.
После того, как итальянское правительство предоставило Колдеру разрешение захватить существо живым, военный разрабатывает план захвата его с помощью гигантской электрической сетки, сброшенной с вертолёта. Итальянская полиция ведёт собственное преследование, стреляя по нему огнемётами. Огнемёты почти не наносят вреда существу, поскольку оно не имеет ни сердца, ни лёгких. Поняв, что сера является источником пищи для существа, Колдер использует мешки с серой как приманку, заманивая существо на уединённое место и захватывает его электрическим ударом из сети. Впоследствии, в американском посольстве в Риме, Макинтош проводит короткий брифинг пресс-службы и разрешает трём репортёрам осмотреть существо, которое разместили в римском зоопарке. Там Колдер поясняет, что существо успокаивают непрерывным поражением электрическим током, чтобы его можно было изучить. Мариса, которая помогает своему дяде, начинает заигрывать с Колдером. Внезапно электрическое оборудование выходит из строя, и существо просыпается.
Существо сражается со слоном зоопарка, вызывая панику среди посетителей. Выйдя в бой на улице Рима, два зверя уничтожают машины и повреждают здания. Существо в конце концов убивает слона и продолжает буйство. Колдер таранит его на своей машине и сбрасывает в реку Тибр, в которую оно погружается. Солдаты бросают гранаты в реку на поверхность существа, которое теперь является гигантским по размеру. Оно движется к Колизею и рушит древний храм, убивая на своём пути нескольких солдат. Когда существо исчезает в руинах, Колдер бросается за ним с группой солдат с базуками, загоняя его на вершину строения. Выстрел Колдера из базуки попадает в цель. Затем огонь танка прямой наводкой обрушает выступ, за который цепляется существо, в результате чего оно гибнет. Мариса с облегчением бежит в объятия Колдера.

## В ролях
- Уильям Хоппер — Роберт Колдер
- Джоан Тейлор — Мариса Леонардо
- Фрэнк Пулья — доктор Леонардо
- Джон Заремба — доктор Джадсон Уль
- Томас Броуни Генри — генерал А. Д. Макинтош
- Тито Вуоло — комиссар полиции Унте
- Йен Арван — Контино
- Артур Спейс — доктор Шерман
- Барт Брейверман — Пепе

В титрах не указаны
- Рэй Харрихаузен — в роли самого себя
- Билл Вудсон — рассказчик за кадром при вступительных титрах

## Производство
Фильм основан на концепции Рэя Харрихаузена под названием «Гигантский Имир».
«20 миллионов миль до Земли» начали снимать в Риме, в сентябре 1956 года, используя лишь Уильяма Хоппера из основного актёрского состава, а с 30 октября по 9 ноября того же года продолжили в США. Местом для съёмок выбран Рим, поскольку Рэй Харрихаузен хотел там отдохнуть. Рабочим названием фильма был «Гигантский Имир», но киноленту выпустили под названием «Зверь из космоса». Все ссылки на имя Имир удалили из выпущенной версии фильма, поскольку Рэй Харрихаузен переживал, что зрители могут спутать его с арабским словом эмир. Большинство звуков, которые звучат от Имира, — это записи звуков слонов, которые воспроизводятся с большей скоростью.
Рэй Харрихаузен хотел, чтобы фильм сняли в цвете, но авторам фильма не дали бюджета, достаточного для проведения цветных съёмок. В 2007 году, через пять лет после смерти режиссёра фильма, Харрихаузен работал с компанией по реставрации и колоризации Legend Films, чтобы создать цветную версию фильма. Цветная версия, вместе с оригинальной театрализованной чёрно-белой версией, выпущена 31 июля 2007 года на DVD как часть отдельного издания, посвящённого 50-летию с дня выхода фильма.
Существуют незначительные отличия между двумя версиями. Один из примеров: чёрно-белая версия начинается в «Рыбацком посёлке на Сицилии» (вымышленная Герра), а не в Сперлонге, Италия.
Это была первая из трёх совместных работ Харрихаузена, Шнира и Натана Джурана. Джуран режиссировал лишь американские локации, тогда как Шнир и Харрихаузен — итальянские.

## Критика
«20 миллионов миль до Земли» имеет 80 % положительного рейтинга на сайте сбора рецензий фильмов Rotten Tomatoes, который основан на десяти рецензиях. Марко Ланзагорта из PopMatters присвоил фильму 9 из 10 звёзд, назвав его «необходимым [для] пересмотра для тех, кто интересуется современным кино».
На страницах «Time Out» обозреватель отметил: «Не волнуйтесь относительно точечного сценарию или картонных сцен — просто сидите сложа руки и следите за этим в действии»; в то же время Radio Times назвало «20 миллионов миль до Земли» «одним из лучших фантастических фильмов мастера анимации Рэя Харрихаузена и его собственной любимой работой. Гигантское существо со змеиным хвостом имир — также одно из лучших творений Харрихаузена: оно имеет чётко обозначенную личность и ему удаётся вызывать симпатию к своей загубленной судьбе. Бой имира со слоном и римские локации — особенно кульминационная битва в Колизее — добавляют уникальные штрихи этой маленькой классике».

## Продолжение
Мини-сериал комиксов из четырёх выпусков «На 20 миллионов миль дальше» (2008), выпущенный компанией TidalWave Productions как часть их серии Signature Ray Ray Harryhausen, продолжил сюжет через 50 лет после действий, описанных в фильме. Предварительный просмотр первого выпуска включён в DVD релиз, посвящённый 50-й годовщине фильма.